# Muspelheim

Dziewięć światów mitologii nordyckiej

Muspelheim („Kraina płomieni”), zwana też Muspel – w mitologii nordyckiej królestwo ognia. Mieszkają w niej Giganci ognia ze swym władcą, Surturem. Jest ogniem, podczas gdy leżąca na północ od niego kraina Niflheim jest lodem. W wyniku zmieszania obu w przepaści Ginnungagap z topniejącego lodu powstała woda. Z iskier z Muspelheimu powstały planety, komety i gwiazdy. 